# Barrancos
Barrancos là một huyện thuộc tỉnh Beja, Bồ Đào Nha. Huyện này có diện tích 168 km², dân số thời điểm năm 2001 là 1924 người.